# Trichocentrum dianthum
Trichocentrum dianthum är en orkidéart som beskrevs av Franco Pupulin och Mora-ret. Trichocentrum dianthum ingår i släktet Trichocentrum och familjen orkidéer.
Artens utbredningsområde är Costa Rica. Inga underarter finns listade i Catalogue of Life.